# 予防医学
予防医学（よぼういがく、英語: preventive medicine）とは、健康障害の予防及び健康異常の進展の防止のすべての段階を含む医学。
具体的には、疾病の発生・経過・分布・消長とそれに影響をおよぼす原因を研究し、疾病の予防を行うことや、病気になりにくい心身の健康増進を図るための学問で、狭義には、「病気になってしまってからそれを治すことより、病気になりにくい心身を作る。病気を予防し、健康を維持する」という考え方に基づく医学をいう。

## 予防医学の構造
予防医学は、構造上、健康異常の出現の有無により一次予防と二次予防、疾病がいわゆる完成に至っているか否かにより二次予防と三次予防に分けられる。

### 一次予防
健康異常が出現する前段階の活動で、健康増進活動（健康相談、食生活改善、栄養改善）とリスク削減活動（予防接種、禁煙対策など）に分けられる。産業保健分野では作業条件や労働環境の改善が一次予防に当たる。
一次予防の有効性を評価する指標が罹患率で、健康障害の一次予防による阻止によって罹患率は低下する。
なお、個々のリスク因子ではなく、適切な食料品の流通、運動の症例など社会や集団での健康に対する価値観を改めることで、リスク因子がその社会や集団で広まらないようにすることを0次予防（primordial prevention）として前段階に置くことがある。

### 二次予防
健康異常の出現から疾病としての完成までの段階での活動で、早期発見・早期治療により疾病の進行を抑えることをいう。
二次予防の有効性を評価する指標としては死亡率の低下や生存率の向上などがある。

### 三次予防
発病した場合は治療に入るが、病気が軽度の場合は生活習慣を健康的なものにする指導が行われる。一方中等症〜重症になると、生活習慣の指導のみならず医薬品による治療やリハビリテーションなども施される。これらの疾病としての完成から社会復帰のための機能回復保持までの段階での活動のことを指す。。
三次予防の指標には社会復帰やQOLがある。